# Baureihe 150
Baureihe 150 – lokomotywa elektryczna produkowana w latach 1957-1973 dla kolei zachodnioniemieckich. Wyprodukowano 194 lokomotywy. Elektrowozy zostały wyprodukowane do prowadzenia pociągów towarowych na zelektryfikowanych liniach kolejowych. Pierwsze dwie lokomotywy zostały wyprodukowane w styczniu 1957 roku. Ostatni elektrowóz wyprodukowano w lipcu 1973 roku. Lokomotywy stacjonowały w lokomotywowni Kornwestheim. Trzy lokomotywy eksploatowano na szwajcarskich liniach kolejowych. Jedna lokomotywa jest zachowana jako czynny eksponat zabytkowy.